# Beït Shéan
La ville de Beït Shéan, Beit-Chean, Beit Chéan , Bet She'an ou encore Beth Shean (hébreu : Beth Šəān; arabe : بيسان, , Biessan) en Israël est l'une des villes les plus anciennes d'Orient.

## Histoire de la ville

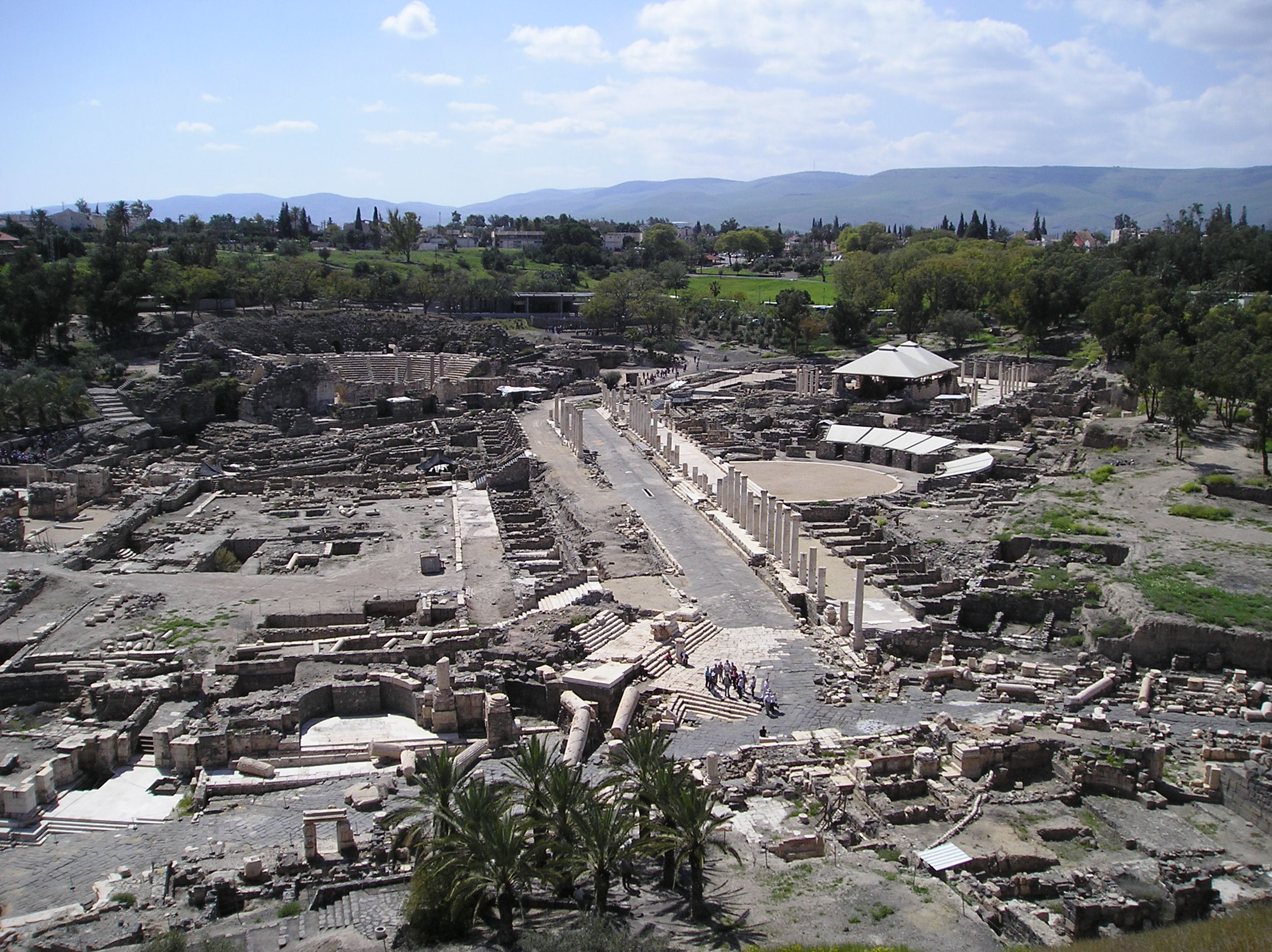
Site archéologique de Bet Shéan

### Dans l'Antiquité
Cette ville s'enorgueillit d'un riche passé historique, dont le stade de développement le plus important de la ville se situe à l'époque romaine (II s av. J.-C. - IVe siècle). Sur le Tel Beït-Shéan, surplombant la vallée de Nahal Harod, on retrouve 20 couches archéologiques de vestiges. On y a notamment découvert une stèle de Séthy Ier célébrant sa victoire sur une tribu asiate en guerre avec les Apirous, soit les Hébreux d'après Albright.  
Elle s’est appelée Scythopolis ou Nysa à la période hellénistique et romaine.
Durant la période byzantine, Scythopolis, appelée « la cité de nombreuses églises » devint la capitale de la province de Palestina Secunda. quoi qu'il en soit, sa population juive resta sur place - deux synagogues datant du Ve et du VIe ont été découvertes. Elle fut occupée par les musulmans vers 636. Les habitants durent céder la moitié des maisons de la cité en tribut aux Arabes, de même que l'argent des récoltes.
Le site a connu un considérable développement à partir de temps très anciens, jusqu'à la destruction de la cité par un énorme tremblement de terre en 749. 
La position de la ville se tenant au carrefour de routes principales et la facilité d'accès dont elle dispose vers les sources d'eau des environs, (Gan Hashlosha et Houga étant les plus connues), sont les facteurs majeurs du développement de la ville, et ce, depuis l'Antiquité.

### La ville arabe
Avec la conquête arabe elle s’est appelée Biessan.

### Conquête israélienne en mai 1948
En 1948, la guerre civile fait rage entre les communautés juive et arabe de Palestine mandataire. À partir d'avril les forces israéliennes prennent l'offensive en vue d'assurer la continuité territoriale des territoires sous leur contrôle en prévention de l'offensive annoncée des pays arabes voisins. L’objectif du plan Daleth est que la grande part du pays revienne aux Juifs afin de pouvoir se réinstaller dans leur terre ancestrale. La ville de Baysan est habitée par 5 000 Arabes palestiniens et se situe à la frontière avec la Transjordanie. Un ultimatum est remis aux notables, exigeant l’évacuation de la population arabe dans les dix heures. Le comité national arabe local le rejette, et prépare la défense et des réserves de nourriture. Exceptionnellement, l’armée de libération arabe dispose de deux canons antiaériens français de la Première Guerre mondiale. Après un bombardement d’artillerie et par l’aviation, dans la nuit du 10 au 11 mai, les soldats de la brigade Golani prennent deux villages des faubourgs de la ville et commencent la nuit suivante à bombarder la ville. Dès le lendemain, les Arabes demandent un cessez-le-feu qui est accepté par la Haganah. Cette dernière exige l’évacuation des miliciens qui se trouvent dans la ville. Les autorités arabes demandent des instructions de Naplouse ou Jénine mais entretemps, les troupes de l’Armée de libération arabe et la majorité des habitants s’enfuient vers la Transjordanie. Les 1 000 ou 1 200 habitants restant se rendent. Initialement ravitaillés, ils sont expulsés à l’approche du 15 mai. Selon Ilan Pappé, certains habitants sont conduits à Nazareth ou Jénine, mais la plupart sont transférés en Jordanie. La ville étant proche du Jourdain, nombre des expulsés de mai sont revenus, jusqu’à ce que les Israéliens les expulsent définitivement en juin en camions,.

### Après 1948: le camp de transit et la ville de développement
Un camp de transit (en hébreu ma'abara) a été établi à Beit Shean en 1949. L'Agence juive y a d'abord envoyé des immigrants originaires de Bulgarie, de Pologne et de Tchécoslovaquie. Puis les nouveaux résidents furent surtout des juifs perses et irakiens, majoritaires en 1954.
450 constructions en dur ont été érigées en 1954, les résidents du camp étant alors au nombre de 4 500. Beit Shean s'est transformée en ville de développement. "Les autorités israéliennes avaient en vue des objectifs sécuritaires : les villes de développement comme Ma'alot and Kiryat Shmona au nord et Beit-Shean à l'est étaient conçues non seulement pour fournir des logements aux nouveaux citoyens du pays mais aussi pour renforcer les frontières d'Israël".

### Aujourd'hui
Depuis octobre 2016, une ligne de train "ligne de la vallée " relie la ville à Haïfa en train en 50 minutes. Les sources d'eau ont contribué à la création de centres touristiques et d'attraction fréquentés par de nombreux touristes d'Israël et de l'étranger.

## Constructions et institutions
- Zone industrielle aménagée dans le cadre d'un parc naturel
- Hôpital
- Centre médical
- Centre éducatif
- École d'archéologie
- École technique d'ingénierie
- Galerie marchande
- Gare depuis 2016

## Population
17 000 habitants

## Éducation
- 36 jardins d'enfants
- 9 écoles primaires
- 2 collèges

## Culture
- 2 centres communautaires
- 1 centre de musique
- 1 bibliothèque municipale
- 1 centre de soutien aux adolescents
- 1 centre pour jeunes enfants
- 1 centre pédagogique pour enseignants

### Documentation externe
- Beit Shean - Une ville biblique- et Scythopolis - Une cite romano-byzantine
- Pictures of Beit Shean